# Sarvtjärnen (Grythyttans socken, Västmanland)
Sarvtjärnen är en sjö i Hällefors kommun i Västmanland och ingår i Göta älvs huvudavrinningsområde.